# Alexander Ray
Pour les articles homonymes, voir Ray.
Alexander "Alex" Ray, né le 3 octobre 1990 à Auckland, est un coureur cycliste néo-zélandais.

## Palmarès

### Par année
- 2010
  - 5e étape du Tour de Tanaraki
  - 6e étape du Tour du Gippsland
- 2011
  - 7e étape du Tour du Gippsland
  - 3e étape du Tour de Southland
  - 2e du championnat de Nouvelle-Zélande du critérium
- 2013
  - 2e et 3e étapes de la Gateway Cup
  - Shipwreck Coast Classic
  - 2e de la Gateway Cup
- 2014
  - 2e du Quad Cities Criterium
  - 3e du Snake Alley Criterium
- 2015
  - 2e du Tour of America's Dairyland
- 2017
  - 2e du championnat de Nouvelle-Zélande du critérium

### Classements mondiaux
| Année            | 2010 | 2011 | 2012 | 2013 | 2014 | 2015 | 2016 |
| ---------------- | ---- | ---- | ---- | ---- | ---- | ---- | ---- |
| UCI Oceania Tour | 82e  |      |      |      |      |      |      |
| UCI America Tour |      |      |      |      |      | 298e |      |
| UCI Asia Tour    |      |      |      |      |      |      | 170e |